# Canale Albani
Il canale Albani o Vallato del Porto è un canale artificiale che attraversa il territorio del comune di Fano per circa 10 km.

## Percorso
Nasce dalla riva nord del fiume Metauro, dal quale si separa grazie a uno sfioratore costituito da una barriera di cemento che attraversa diagonalmente il fiume. Poco più a valle due sistemi di chiuse, chiamati La Chiusa e Le Portelle, permettono di gestire le piene riconvogliando una parte delle acque nel Metauro.
Il canale scorre parallelamente al fiume, a poche centinaia di metri di distanza, per circa 3,5 km; buona parte di questo primo tratto, affiancata dalla strada comunale Taglio del Porto, è avvolta nel verde. In corrispondenza della zona industriale Bellocchi il canale devia verso nord allontanandosi progressivamente dal fiume e punta verso il centro abitato di Fano, che attraversa pienamente. 
All'interno della città, tra il Ponte Rosso e il Ponte Storto, per circa 400 m su entrambe le rive del canale sorge il parco pubblico "i Passeggi", alberato con tigli, lecci, ippocastani e specie esotiche sempreverdi.
Gli ultimi 500 m del canale, con argini in calcestruzzo, formano la vasca di carico della centrale idroelettrica della "Liscia", che sfrutta le acque del canale con un dislivello effettivo di 12,3 m.
Dopo il dislivello della Liscia, dove tre sifoni autolivellanti di tipo Gregotti regolano il livello delle acque in eccesso, l'acqua termina nella darsena Borghese, la parte più interna del porto di Fano.
Il canale Albani non va confuso con un altro canale, appartenuto sempre agli Albani, ma che si trova dall'altra parte del Metauro, nasce dalla riva sud del fiume e risfocia nel fiume a monte del punto in cui nasce il canale Albani. Quest'altro Vallato Albani, lungo circa 3,7 km, alimentava un mulino risalente al XVI secolo e oggigiorno alimenta un'altra piccola centrale idroelettrica in località Cerbara di Piagge.

## Storia
Nel 1612 venne costruito il canale Breccioli-Rainaldi, il primo canale per convogliare l'acqua del Metauro verso la città di Fano di cui si abbiano notizie storiche certe. Il tratto iniziale era basato su un canale preesistente, che alimentava due mulini ad acqua vicini al fiume, ma nel 1612 venne costruito anche il mulino di Porta Maggiore, che richiese il prolungamento del canale fino alla città. A partire dalla fine del XVII secolo il percorso del canale appare approssimativamente anche nelle mappe, con i diversi nomi Fosso delli Vallati, Taglio del Porto, Taglio del Metauro.
Prima del 1612 esistevano già dei mulini all'interno di Fano e nelle immediate vicinanze, ma non si dispone di notizie storiche certe sulla provenienza dell'acqua. Alcuni autori ritengono possibile anche che canali provenienti dal Metauro abbiano alimentato i mulini di Fano fin dall'epoca romana.
Venne realizzato anche un canale secondario non più esistente, chiamato Canale dei Mulini o in dialetto fanese "él Valàt" ("il Vallato"), che si divideva dal canale principale presso il ponte Storto, arrivava a costeggiare le mura di Fano, e terminava anch'esso nel porto presso la Rocca Malatestiana. Il canale secondario alimentava il Mulino di Porta Maggiore e in seguito anche altri due mulini appena fuori dalle mura, tutti oggi non più esistenti. 
All'inizio del XVIII secolo vennero eseguiti grossi lavori che resero il Vallato del Porto molto simile alla forma attuale. L'architetto Pietro Paolo Gabus firmò il progetto, approvato nel 1722, di nuove opere di derivazione del fiume più a valle; i resti di antiche murature probabilmente appartenenti a queste opere sono stati scoperti nel 1979, quando l'erosione del Metauro li ha liberati dai sedimenti, nel tratto da 5 a 5,5 km dalla foce. Nel 1731-1735 il progetto dell'ingegner Antonio Felice Facci riportò la derivazione dove si trovava prima, mentre il tratto iniziale del canale di Gabus restò inutilizzato. Il canale, che secondo Gabus nella vecchia forma voluta da Rainaldi era tortuoso per smorzare l'impeto eccessivo delle acque, divenne molto più rettilineo. Le acque vennero fatte sfociare nella darsena Borghese, già esistente dal 1613-1620 ad opera di papa Paolo V (Camillo Borghese), attraverso il salto della Liscia, allo scopo di ripulire il porto dai sedimenti.
Nel 1783-1784 è stato realizzato lungo il canale un parco pubblico alberato, intitolato dal 1883 Viali Mazzini, e comunemente noto come i Passeggi. In condizioni di emergenza, il parco fu spogliato due volte degli alberi per farne legna da ardere, nel 1873-1874 e durante la seconda guerra mondiale.
Nel XIX secolo il Vallato del Porto fu venduto al cardinale Giuseppe Albani dalla Camera Apostolica per 44.000 scudi, e da allora prese l'attuale nome di canale Albani.
La centrale idroelettrica della Liscia, compreso l'ultimo tratto del canale in calcestruzzo, venne realizzata intorno al 1920, nel luogo dove sorgeva il Mulino della Liscia o del Tabacco, sfruttando il già esistente salto che termina nel porto, su concessione della nobile casa Albani che era ancora proprietaria del canale. 
Questa centrale attenuò molto le allora frequenti interruzioni dell'energia elettrica, che in precedenza proveniva dal Tronto. L'aspetto attuale della centrale, danneggiata dalla guerra nel 1944, risale alla ricostruzione del 1950. Con altri ammodernamenti nel 1983-84 l'Enel ha reso la centrale completamente automatica e controllata in remoto da Ascoli Piceno. Con 3 turbine della portata di 3500 l/s, l'impianto fornisce una potenza massima di 1020 kW e una produzione annuale di 4,5 milioni di kWh.